# منطقة غوتال - إن
مِنْطَقَة غُوتّال - إِن (بالأَلمانِيَّة: Landkreis Rottal-Inn) هي دائِرَة أَلمانِيَّة تَّابعة لمُحافظة باڤارِيا السُّفلَى في وِلاَية باڤارِيا في جُمهُوريَّة أَلمَانيَا الاِتّحاديّة. تضُمّ مِنطَقَة غُوتّال-إِن ثَلاث مُدُن، وسَبعة أَسُوَّاق، ووَاحِدٍ وعِشرِين بَلدَة بمِساحة تُقَدَّر بحَوالَي 1282 كم².

## التّقسِيمات الإِدارِيّة
تضُمّ مِنطَقَة غُوتّال - إِن ثَلاث مُدُن، وسَبعة أَسُوَّاق، ووَاحِدٍ وعِشرِين بَلدَة. وهي كالتَّالي:

## معرض الصور

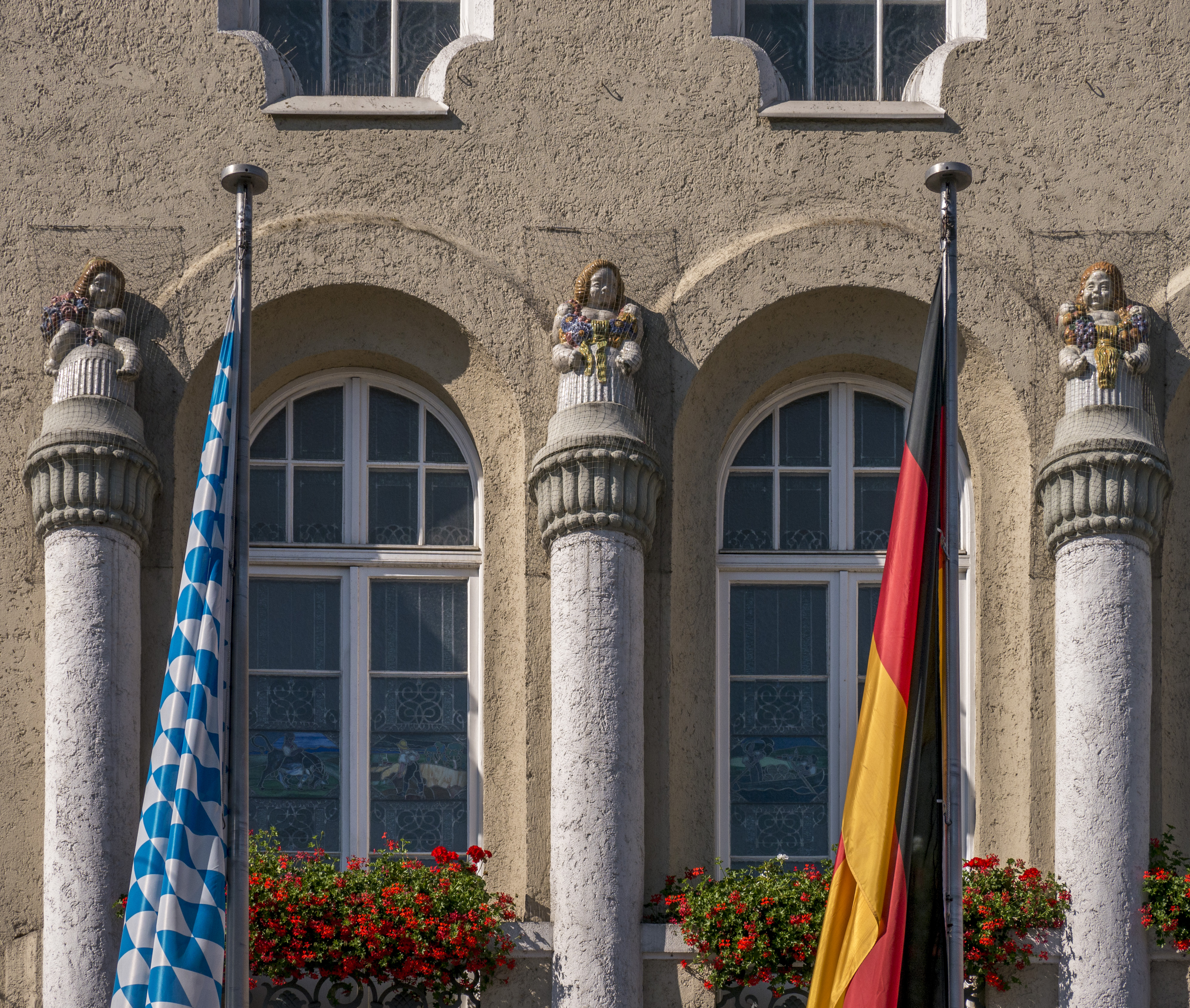
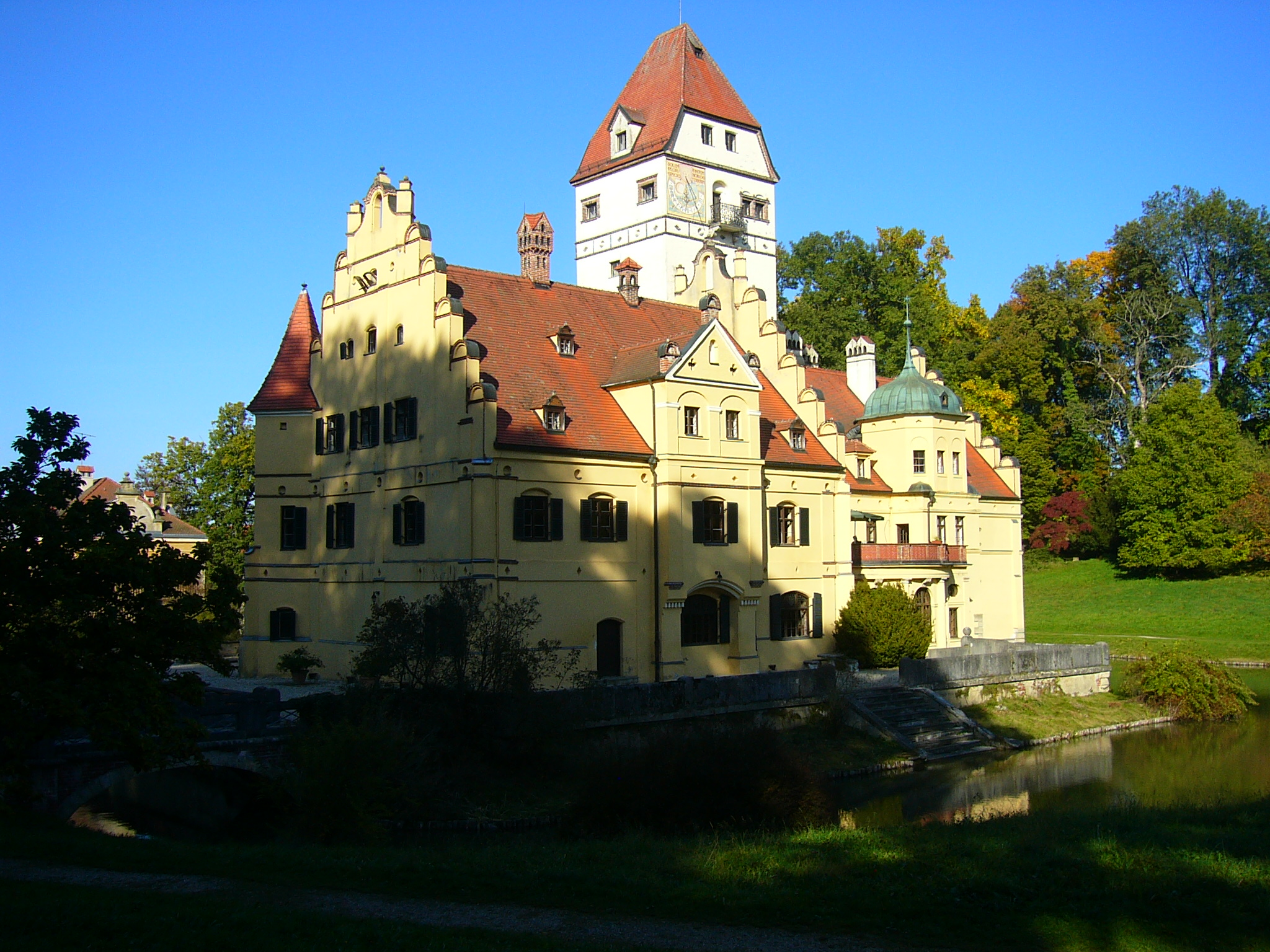
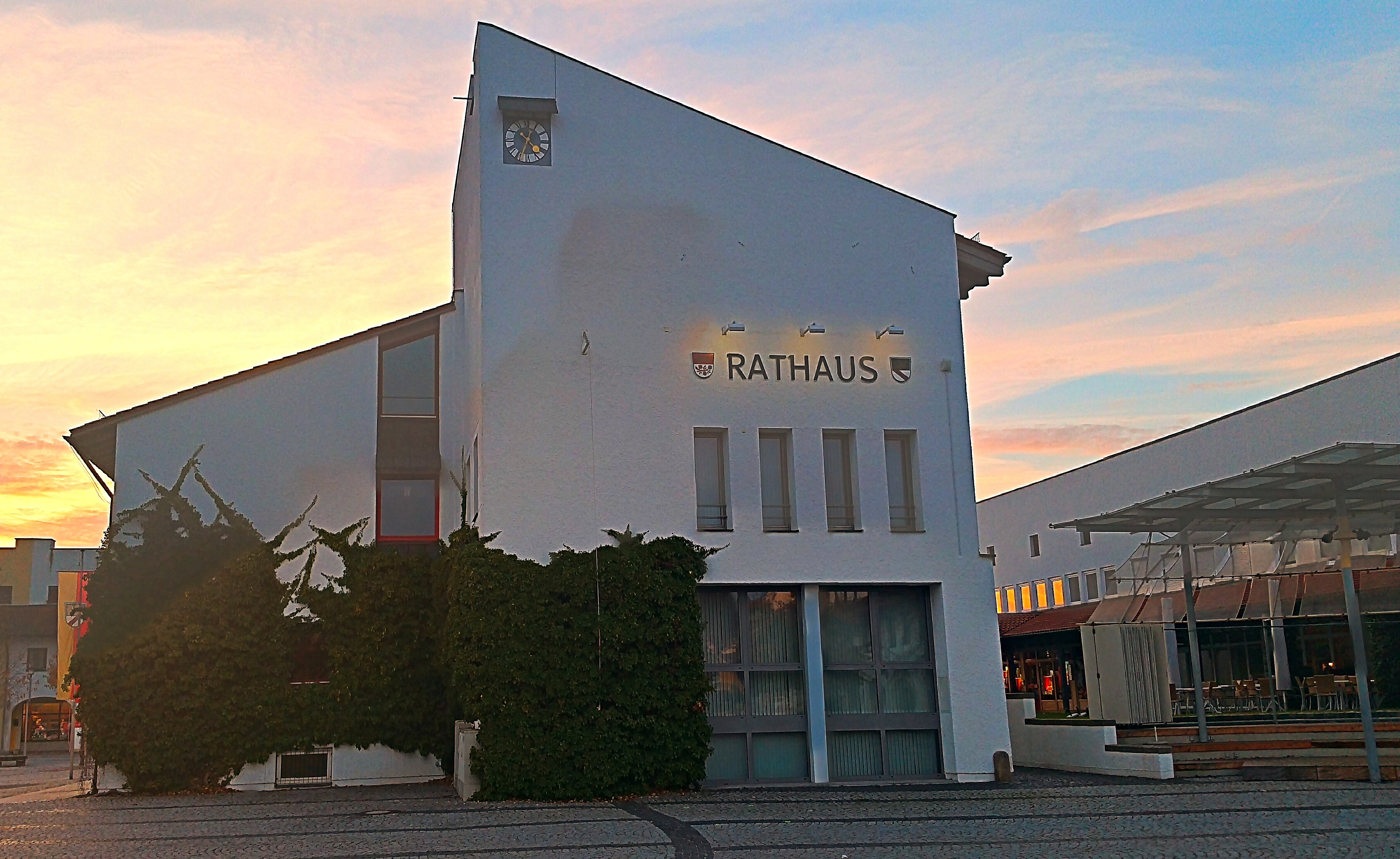
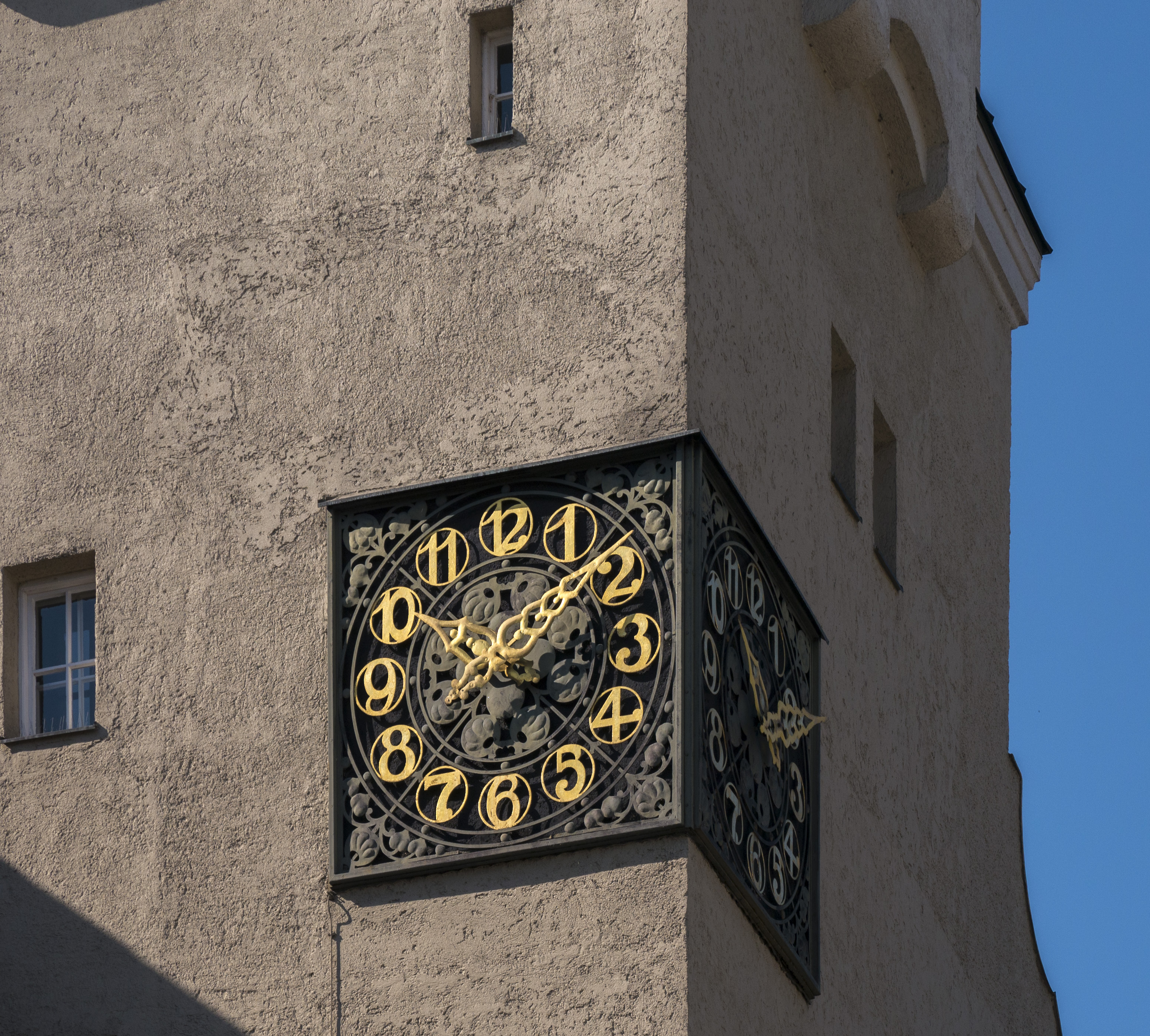

### المُدن
| اِسم المدِينة        | ٱلِٱسم بالأَلمانِيَّة     | عَدد السُكَّان | المِساحَة (كم²) |
| ------------------ | -------------------- | ---------- | ------------- |
| مدِينة بفاركيرشِن    | Stadt Pfarrkirchen   | 12٬410     | 52            |
| مدِينة إِجنفِيلِدن     | Stadt Eggenfelden    | 13٬532     | 44            |
| مدِينة زيمبَاخ أم إن | Stadt Simbach am Inn | 9٬736      | 47            |

### الأَسوَاق
| اِسم السُّوق       | ٱلِٱسم بالأَلمانِيَّة          | عَدد السُكَّان | المِساحَة (كم²) |
| --------------- | ------------------------- | ---------- | ------------- |
| سُوق آرنستُورف    | Markt Arnstorf            | 6٬779      | 80            |
| سُوق بَاد بِيرِنبَآَخْ | Markt Bad Birnbach        | 5٬737      | 68            |
| سُوق جَآنكُوفِنٌّ     | Markt Gangkofen           | 6٬479      | 109           |
| سُوق مَاسِينغٌ      | Markt Massing             | 4٬065      | 36            |
| سُوق تَآن         | (Markt Tann (Niederbayern | 3٬946      | 37            |
| سُوق ترِيفتِيرن    | Markt Triftern            | 5٬183      | 62            |
| سُوق ڤٌورمَآنسكُويك | Markt Wurmannsquick       | 3٬599      | 49            |

### البلدَات
| اِسم البلدَة          | ٱلِٱسم بالأَلمانِيَّة                   | عَدد السُكَّان | المِساحَة (كم²) |
| ------------------- | ---------------------------------- | ---------- | ------------- |
| بَلْدَة بَايِربَآَخْ        | (Gemeinde Bayerbach (Rottal-Inn    | 1٬653      | 19            |
| بَلْدَة دِيتِيرسبُورَغٌ     | Gemeinde Dietersburg               | 3٬125      | 55            |
| بَلْدَة إِيجلِهَامّ        | Gemeinde Egglham                   | 2٬382      | 37            |
| بَلْدَة إِرِينغٌ          | Gemeinde Ering                     | 1٬800      | 39            |
| بَلْدَة فَالِكنبِيرغٌ      | Gemeinde Falkenberg (Niederbayern) | 1٬034      | 11            |
| بَلْدَة غِيرَاتسكِيرشِنٌَ    | Gemeinde Geratskirchen             | 853        | 12            |
| بَلْدَة هِيبرتسفِيلِدنٌ    | Gemeinde Hebertsfelden             | 3٬647      | 49            |
| بَلْدَة يُوهَآنِيسكِيرشِنٌَ   | Gemeinde Johanniskirchen           | 2٬497      | 41            |
| بَلْدَة يُولبَآَخْ         | (Gemeinde Julbach (Inntal          | 2٬363      | 11            |
| بَلْدَة كِيرشِدُورف إِم إِن | Gemeinde Kirchdorf am Inn          | 5٬387      | 31            |
| بَلْدَة مَآلِغِيرسدُورف    | Gemeinde Malgersdorf               | 1٬225      | 11            |
| بَلْدَة مِيترسكِيرشِنٌَ     | Gemeinde Mitterskirchen            | 2٬043      | 25            |
| بَلْدَة بُوستمُونسِتر     | Gemeinde Postmünster               | 2٬296      | 43            |
| بَلْدَة غُويت           | Gemeinde Reut                      | 1٬667      | 31            |
| بَلْدَة غِيمبَآَخْ         | Gemeinde Rimbach (Rottal-Inn)      | 910        | 22            |
| بَلْدَة غُوسبَآَخْ         | (Gemeinde Roßbach (Niederbayern    | 2٬964      | 48            |
| بَلْدَة شُونَآُو          | (Gemeinde Schönau (Rottal          | 1٬968      | 36            |
| بَلْدَة شتُوبِنبِيرغٌ      | (Gemeinde Stubenberg (Niederbayern | 2٬653      | 25            |
| بَلْدَة اُونتِردِيتفُورت   | Gemeinde Unterdietfurt             | 2٬075      | 27            |
| بَلْدَة ڤِيتِيبغُويت      | Gemeinde Wittibreut                | 2٬025      | 38            |
| بَلْدَة زَآيْلَارنٌ        | Gemeinde Zeilarn                   | 2٬149      | 29            |

## وصلات خارجية
- الصّفحة الرّسميّة لمِنطَقَة غُوتّال - إِن (بالألمانية)